# Disney XD (Amérique Latine)
Disney XD est une ancienne chaîne de télévision payante latino-américaine appartenant à The Walt Disney Company en Amérique latine et dans les Caraïbes. Il est diffusé dans toute la région en cinq flux et présente des programmes d'animation et des sitcoms, principalement commercialisés auprès des enfants et des adolescents de 6 à 15 ans. Il est directement exploité par Disney Media Networks et The Walt Disney Company Latin America, qui appartiennent à la société d'origine. lui-même.

## Historique
La chaîne a été lancée le 8 novembre 1996 sous le nom de Fox Kids, étant le troisième marché d'outre-mer que la chaîne a atteint à l'époque (après les flux australien et britannique) et la première version non anglaise à être lancée.
Le 31 juillet 2004, le réseau de télévision a été rebaptisé Jetix avec de nouveaux graphismes à l'écran et la première de nouvelles émissions originales développées par Disney, en raison de l'acquisition de la franchise Fox Family Worldwide en juillet 2001, qui impliquait la direction latino-américaine division du canal. Ce fut la première chaîne Fox Kids à être complètement rebaptisée Jetix, qui a été suivie par la chaîne française un mois plus tard et s'est poursuivie dans le monde entier.
En mai 2009, après le changement de marque de Toon Disney en Disney XD aux États-Unis, la filiale latino-américaine de Disney a confirmé que la marque Disney XD sera déployée dans la région en remplacement de Jetix à partir du 3 juillet 2009. Le 18 janvier 2010, un le flux a été introduit (collectivement connu sous le nom de flux du Pacifique), qui a également été diffusé au Pérou, en Bolivie et en Équateur avec le fuseau horaire chilien à l'écran (UTC -4/-3), retirant le flux argentin qui était diffusé dans ces pays depuis 1996 sous le nom de Fox Kids.
À partir de juillet 2015, Disney a partiellement mis en œuvre une nouvelle image de marque sur les flux latino-américains de la chaîne dans le cadre du bloc de programmation "#GameOn", avec des graphismes basés sur les jeux, la première de nouveaux épisodes et séries, tels que Star vs. the Forces de Evil et Penn Zero : Héros à temps partiel. Cette image de marque était basée sur les graphiques américains de 2015, et elle a été utilisée sur les flux internationaux à partir de la fin de 2016. Depuis avril 2016, le bloc de programmation « Game On » est progressivement supprimé et Disney XD implémente progressivement la marque graphique américaine sur ses promotions, jusqu'à ce qu'il soit complètement rebaptisé le 1er juin 2016, lorsque le logo à l'écran a ensuite été modifié avec le look actuel.
En août 2016, la chaîne a changé son rapport hauteur/largeur de plein écran à grand écran. En juin 2017, le flux Pacifique a cessé de diffuser en tant que flux indépendant et, à la place, est devenu une chaîne semi-horaire d'une heure (et un flux miroir en été en raison de l'heure d'été), s'appuyant sur le flux Sud, les publicités argentines étant remplacées par des publicités chiliennes, péruviennes, équatoriennes et boliviennes.
Le 10 janvier 2022, il a été annoncé que la version latino-américaine de Disney XD fermerait le 31 mars, ainsi que les versions latino-américaines de National Geographic Wild, Nat Geo Kids, Star Life et FXM, 2 mois après la fermeture de les chaînes Star Premium. Quelle lettre a été envoyée à Disney par un opérateur de Buenos Aires, en Argentine, le 22 décembre 2021. Cependant, les programmes de Disney XD seront remplacés à la place sur Disney Channel et le service de streaming Disney+.

## Séries originales
- Peter Punk (2011-2013)
- O11ce (2017 - 2019)